# Polyplax wallacei
Polyplax wallacei är en insektsart som beskrevs av Christopher J. Durden 1987. Polyplax wallacei ingår i släktet Polyplax och familjen ledlöss. Inga underarter finns listade i Catalogue of Life.